# جزيرة بانجانغ (كاليمانتان الشرقية)
جزيرة بانجانغ وهي جزيرة من جزر إندونيسيا، وتقع في إقليم كالمنتان الشرقية.